# Unzial 0220
Unzial 0220 (Nummerierung nach Nestle-Aland) ist das Fragment eines Pergamentkodex, der paläographisch in die zweite Hälfte des 4. Jahrhunderts datiert wird. Er enthält Teile aus dem neutestamentlichen Brief des Paulus an die Römer 4,23–5,3.8–13 in griechischer Sprache. Das Fragment ist etwa 9 cm × 11 cm groß, von ursprünglich etwa 15 × 13 cm. Der Text ist einspaltig in 14 (von ursprünglich 24) Zeilen mit kleinen späten klassischen Unzialen ohne Trennung zwischen den Worten geschrieben. Es ist das älteste erhaltene Fragment dieser Textstellen.
Die Handschrift wurde von Kurt Aland der Kategorie I zugeordnet. Sie wurde zuerst in das 3. Jahrhundert datiert und galt bis 2012 als zweitältestes Pergamentfragment des Neuen Testaments. Nach jüngeren Untersuchungen ist jedoch eine Entstehungszeit in der zweiten Hälfte des 4. Jahrhunderts wahrscheinlicher.
Die Handschrift wurde 1950 von Leland C. Wyman, Biologie-Professor in Boston, in Kairo erworben. Nach Angaben des Verkäufers stammt sie aus Fustat in Ägypten. Nächster Besitzer war John Rocks, ebenfalls aus Boston. 1988 kam sie nach einer Versteigerung in den Besitz der Schøyen Collection in Oslo (MS 113). 2012 wurde sie bei Sotheby’s angeboten und von der Green Collection in Oklahoma gekauft, voraussichtlich ab 2017 wird sie in das neue Museum of the Bible in Washington überführt.

## Texteditionen
- William Henry Paine Hatch: A Recently Discovered Fragment of the Epistle to the Romans. In: Harvard Theological Review 45 (1952), S. 81–85. (nur recto)
- Philip W. Comfort, David P. Barrett (Hrsg.): The Text of the Earliest New Testament Greek Manuscripts: A Corrected, Enlarged Edition of The Complete Text of the Earliest New Testament Manuscripts. Tyndale House, Wheaton, 2001, S. 646–647.
- Karl Jaroš: Das Neue Testament nach den ältesten griechischen Handschriften (CD-Rom) 2.37. 2006, S. 4079–4090. (Transkription, Übersetzung, Abbildung)
- Donatella Limongi: 20. NT, Epistula ad Romanos 4.23-5.3; 5.8-13 (MS 113). In: Rosario Pintaudi (Hrsg.): Papyri Graecae Schøyen (PSchøyen I) (= Manuscripts in The Schøyen Collection V: Greek papyri I / Papyrologica Florentina Band 35). Edizioni Gonelli, Florenz 2005, ISBN 88-7468-026-0, S. 65–68, Tafel XIV.